# Rifugio Franz Kostner
Il Rifugio Kostner è un rifugio delle Dolomiti situato nel comune di Corvara in Badia (BZ).
È posto sul versante orientale del gruppo del Sella sopra il passo di Campolongo ai piedi delle pareti del Piz da Lech e Sasso delle Nove.

## Storia
La costruzione del rifugio fu iniziata nel 1913 da Franz Kostner, alpinista della val Badia. Rimasto incompiuto a causa dello scoppio della prima guerra mondiale, è stato terminato solo nel 1988 per opera dell'imprenditore Erich Kostner, figlio di Franz, e donato alla sezione CAI di Bolzano.

## Accessi
- Da passo Campolongo in 2 h.
- Da Arabba in 3 h.
- Da Corvara con impianti di risalita in 20 min.

## Traversate
- Al P.sso Pordoi: sentieri n. 638 e 626 per facile cengia panoramica 3 h.

## Cime
- Piz Boè: sent. 672 percorrendo la cresta Strenta (qualche tratto attrezzato)  2,5 h.
- Piz Boé: sent. 638 per il canale Risa de Pigolez (innevato a inizio stagione)  2,5 h.
- Piz Boè: sent. 638 e ferrata Cesare Piazzetta (molto difficile)
- Piz da Lech: sentiero facile con solo una scaletta in ferro 1,5 h.
- Piz da Lech:  ferrata (media difficoltà)[1][2]